# Dolmen de la Graou
Pour les articles homonymes, voir Graou.
Le dolmen de la Graou est un dolmen situé à Saint-Cézaire-sur-Siagne dans le département français des Alpes-Maritimes.

## Historique
Ce dolmen fait l’objet d’un classement au titre des monuments historiques depuis 1889.

## Description
Le dolmen est inclus dans un tumulus ovale de 16 m sur 12 m, d'une hauteur de 1,70 m. La chambre funéraire est de forme trapézoïdale (1,90 m sur 1,70 m et 1,40 m) délimitée par trois orthostates massifs et deux piliers délimitant l'entrée. Une amorce de couloir est visible. Un fragment de dalle de couverture repose sur le tumulus.
Des ossements humains, dont certains portant des traces d'incinération, et un petit mobilier funéraire (pointe de flèche en silex, perles, haches polies, fil en bronze et tessons de poteries) y ont été découverts. L'ensemble est daté du Chalcolithique et de l'âge du bronze.

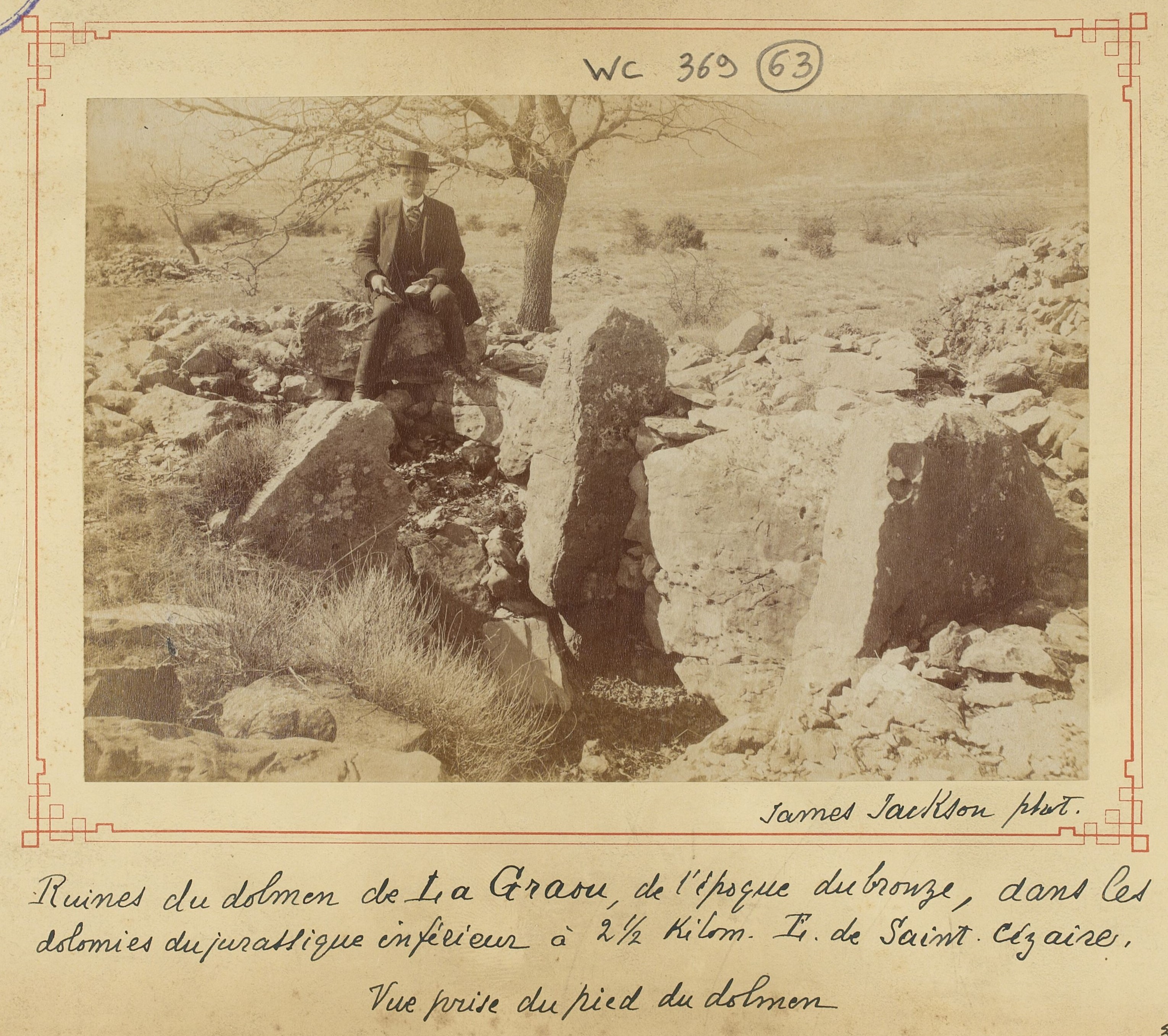
Le Dolmen de la Graou photographié par James Jackson en 1892